# Jubilate Deo in C
Jubilate Deo in C is een compositie van Benjamin Britten. Net als zijn eerdere Jubilate Deo in Es is het geschreven als aanvulling op zijn Te Deum. Het werk werd geschreven op verzoek van de Duke of Edinburgh. Het werd op 16 juli 1961 (veel eerder dan de Jubilate in Es) in St George’s Chapel, Windsor Castle uitgevoerd door:
- sopranen, alten, tenoren en baritons
- orgel.

## Discografie
- Uitgave Chandos: Finzi Singers o.l.v. Paul Spicer, een opnamen uit 1996